# جغرافیای ازبکستان

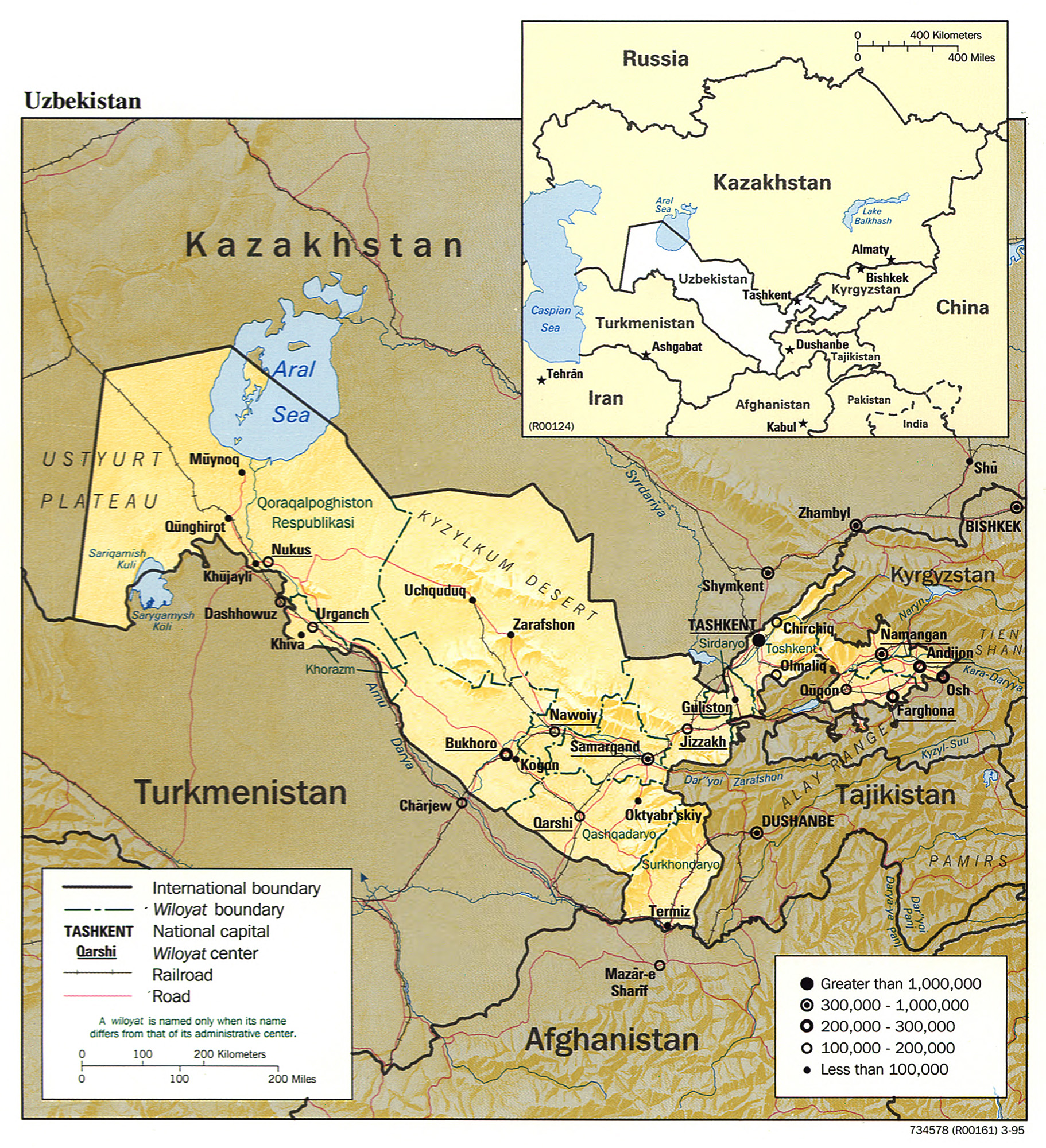
نقشهٔ ازبکستان در میان همسایگانش، ۱۹۹۵

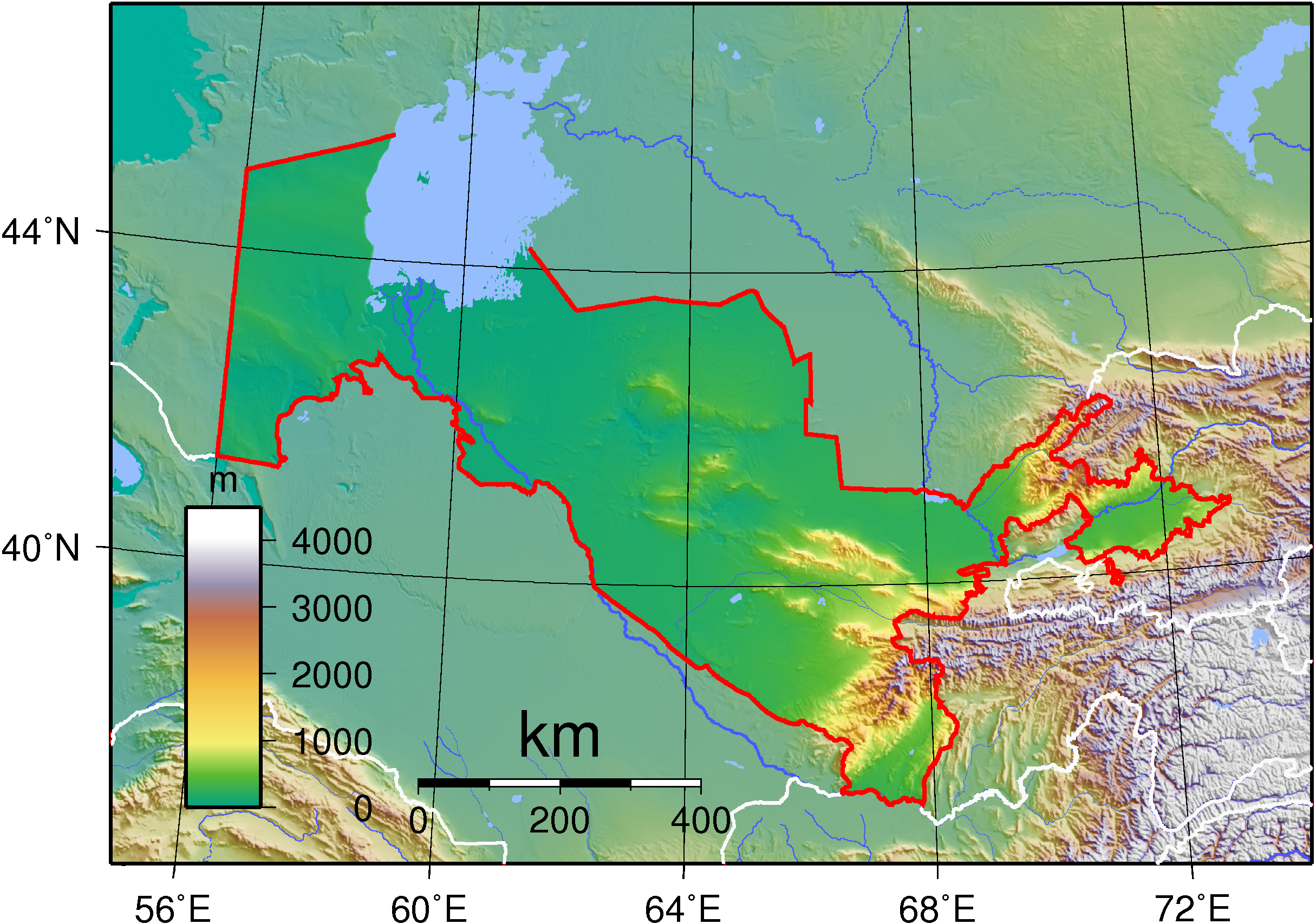
نقشهٔ ناهمواری‌های ازبکستان.

ازبکستان هفتمین کشور درگیر دنیا با تنش آبی

ازبکستان کشوری است در آسیای میانه که در شمال ترکمنستان و افغانستان جای گرفته‌است. مساحت این کشور ۴۴۷٬۰۰۰ کیلومترمربع (کمابیش هم‌اندازه با اسپانیا) است. بیشترین گسترش باختری-خاوری ازبکستان ۱٬۴۲۵ کیلومتر و بیشترین گسترش شمالی-جنوبی آن ۹۳۰ کیلومتر است.
ازبکستان در جنوب باختری با ترکمنستان، در شمال با قزاقستان، و در جنوب و خاور با تاجیکستان و قرقیزستان هم‌مرز می‌باشد. این کشور یکی از بزرگترین کشورهای آسیای میانه و نیز تنها کشور این بخش از آسیا است که با همهٔ چهار کشور دیگر این منطقه همسایه است. ازبکستان در جنوب مرز مشترک کوتاهی نیز با افغانستان دارد. ازبکستان در آسیای میانه از نظر مساحت پس از قزاقستان و ترکمنستان در جایگاه سوم قرار دارد. مساحت ازبکستان دو برابر بریتانیا است.
از آنجایی که دریای خزر دریایی درون‌بوم است و به اقیانوس‌ها راه ندارد، ازبکستان یکی از دو کشور محصور دوگانه در خشکی در جهان است، یعنی همه همسایگان آن هم به دریاهای آزاد راه ندارند؛ تنها کشور دیگری که چنین وضعیتی دارد لیختن‌اشتاین است.
به‌رغم شکل طویل این کشور، خاک ازبکستان در چندین منطقه زمانی پراکنده نیست و ساعت آن تا گرینویچ +۵ است.
بیشتر نواحی ازبکستان لرزه‌خیزند. تاشکند، پایتخت ازبکستان، در یک زلزله بزرگ در سال ۱۹۶۶ تخریب شد و زمین‌لرزه‌های دیگر هم خسارات قابل توجهی را قبل و بعد از فاجعه تاشکند به بارو آورده‌اند. مناطق کوهستانی به‌ویژه در معرض خطر زمین‌لرزه قرار دارند.
ازبکستان عمدتاً بین دو رودخانه بزرگ منطقه، یعنی سیردریا در شمال شرق و آمودریا در جنوب غرب قرار دارد. دو رودخانهٔ بزرگ تغذیه‌کنندهٔ ازبکستان، آمودریا و سیردریا هستند که به‌ترتیب از کوه‌های تاجیکستان و قرقیزستان سرچشمه می‌گیرند. این دو رود، دو حوضهٔ اصلی رودخانه‌ای آسیای مرکزی را تشکیل می‌دهند و عمدتاً برای آبیاری استفاده می‌شوند؛ چندین کانال نیز برای افزایش سطح زمین‌های قابل کشت در درهٔ فرغانه و دیگر مناطق غربی ساخته شده‌اند. ازبکستان کشوری خشک است. کمتر از ۱۰٪ از قلمرو آن شامل زمین‌های قابل‌کشتِ آبیاری‌شده در دره‌های رودخانه‌ای و واحه‌هاست؛ بقیه عمدتاً بیابانی (قزل‌قوم) و کوهستانی است.
آب‌وهوای کشور قاره‌ای است و میزان بارندگی اندک (بین ۱۰۰ تا ۲۰۰ میلی‌متر در سال) معمول است. میانگین دمای روزانه در تابستان حدود ۴۰ درجهٔ سانتی‌گراد است، در حالی‌که میانگین دما در زمستان به حدود منفی ۲۳ درجه می‌رسد.
تقریباً ۸۰ درصد ازبکستان را بیابانی به نام قزل‌قوم پوشانده‌است. کوه‌های این کشور کوه‌ها و کوهپایه‌های پایین‌دست زنجیره تیان شان هستند. 
بلندترین نقطهٔ ازبکستان، قلهٔ حضرت سلطان (۴۶۴۳ متر) در بخش جنوبی رشته‌کوه حصار در استان سرخان‌دریا است. برخی منابع به اشتباه بلندترین نقطه ازبکستان را کوه آدلونگ (۴۳۰۱ متر) ذکر کرده‌اند.
جمهوری خودمختار قره‌قالپاقستان در یک سوم غربی کشور واقع شده‌است.

## ناهمواری‌ها
عوارض طبیعی ازبکستان متنوع است، از دشت مسطح بیابانی که تقریباً ۸۰٪ قلمرو این کشور را شامل می‌شود تا قله‌های کوهستان‌ها که در شرق واقع شده‌اند و بلندای آنها به حدود ۴٬۵۰۰ متر از سطح دریا می‌رسد.
ویژگی بارز قسمت جنوب شرقی ازبکستان وجود کوهپایه‌های رشته‌کوه تیان شان است که در دو کشور همسایه، یعنی قرقیزستان و تاجیکستان، مرتفع‌تر می‌شوند و مرزی طبیعی میان آسیای میانه و چین تشکیل می‌دهند. بیابان پهناور قزل‌قوم (به فارسی «شن سرخ») که در جنوب قزاقستان ادامه یافته، بر دشت‌های پست شمالی ازبکستان تسلط دارد. حاصلخیزترین بخش ازبکستان درهٔ فرغانه است که مساحتی در حدود ۲۱٬۴۴۰ کیلومتر مربع دارد و درست در شرق قزل‌قوم واقع شده‌است.
درهٔ فرغانه را رشته‌کوه‌هایی از سوی شمال، جنوب و شرق دربر گرفته‌اند. انتهای غربی دره با مسیر سیردریا مشخص شده‌است. سیردریا در بخش شمال شرقی ازبکستان و جنوب قزاقستان جریان دارد به قزل‌قوم می‌ریزد. اگرچه درهٔ فرغانه سالانه فقط ۱۰۰ تا ۳۰۰ میلی‌متر بارندگی دریافت می‌کند، اما فقط تکه‌های کوچکی از کویر در مرکز و در امتداد پشته‌های حاشیه‌ای دره دیده می‌شوند.
در جنوب شرق دریاچه آرال، تپه‌های کوچک چشم‌انداز بیابان کم‌ارتفاع قزل‌قوم را دیگرگون می‌کنند و در شرق دورتر، مجموعه‌ای از پشته‌های کوهستانی قلمرو ازبکستان را تقسیم می‌کنند. تیان شان غربی شامل رشته‌کوه‌های کارژانتاو، اوگام و پسکم است که قله ۴۲۹۹ متری بشتار، مرتفع‌ترین نقطه کشور را در خود جای داده‌است. همچنین بخشی از غرب تیان شان رشته‌کوه‌های چاتکال و کوراما هستند. رشته‌های حصار و آلای در سراسر دره فرغانه قرار دارند که در جنوب غربی تیان شان قرار دارد. صحرای میرزاچول، در جنوب غربی تاشکند، بین شاخه‌های تیان شان در شمال و رشته‌های ترکستان، مال‌گذر و نوره‌داغ در جنوب قرار دارد. در جنوب مرکزی ازبکستان، دره زرافشان به سمت غرب باز می‌شود. شهرهای سمرقند و بخارا در این مرکز فرهنگی باستانی جای گرفته‌اند.
بخش جنوب شرقی ازبکستان با دامنه کوه‌های تیان شان مشخص می‌شود که در همسایگی قرقیزستان و تاجیکستان بلندتر شده و مرز طبیعی بین آسیای مرکزی و چین را تشکیل می‌دهد. صحرای وسیع قزل‌قوم (شن سرخ) که با جنوب قزاقستان مشترک است، بر بخش دشت شمالی ازبکستان تسلط دارد. رشته کوه‌های کوچک دیگر شامل کوه‌های چتال در نزدیکی تاشکند و کوه‌های فان در نزدیکی سمرقند است.
ازبکستان در بخش مرکزی جنوب دشت‌های بزرگ اوراسیا واقع شده‌است. حدود ۱۰ درصد از کشور برای کشاورزی مناسب است (در مقایسه با ۲۱ درصد در ایالات متحده). قسمت اعظم این کشتزارها در دره‌های کوهستانی به ویژه دره فرغانه است یا زمین‌های آبی است که عمدتاً برای کشت پنبه استفاده می‌شود. درختان و جنگل‌ها در ازبکستان نادر هستند. آنها بیشتر در کوه، پارک‌های شهری و در کنار رودخانه‌ها یافت می‌شوند.

### دره فرغانه

دره فرغانه

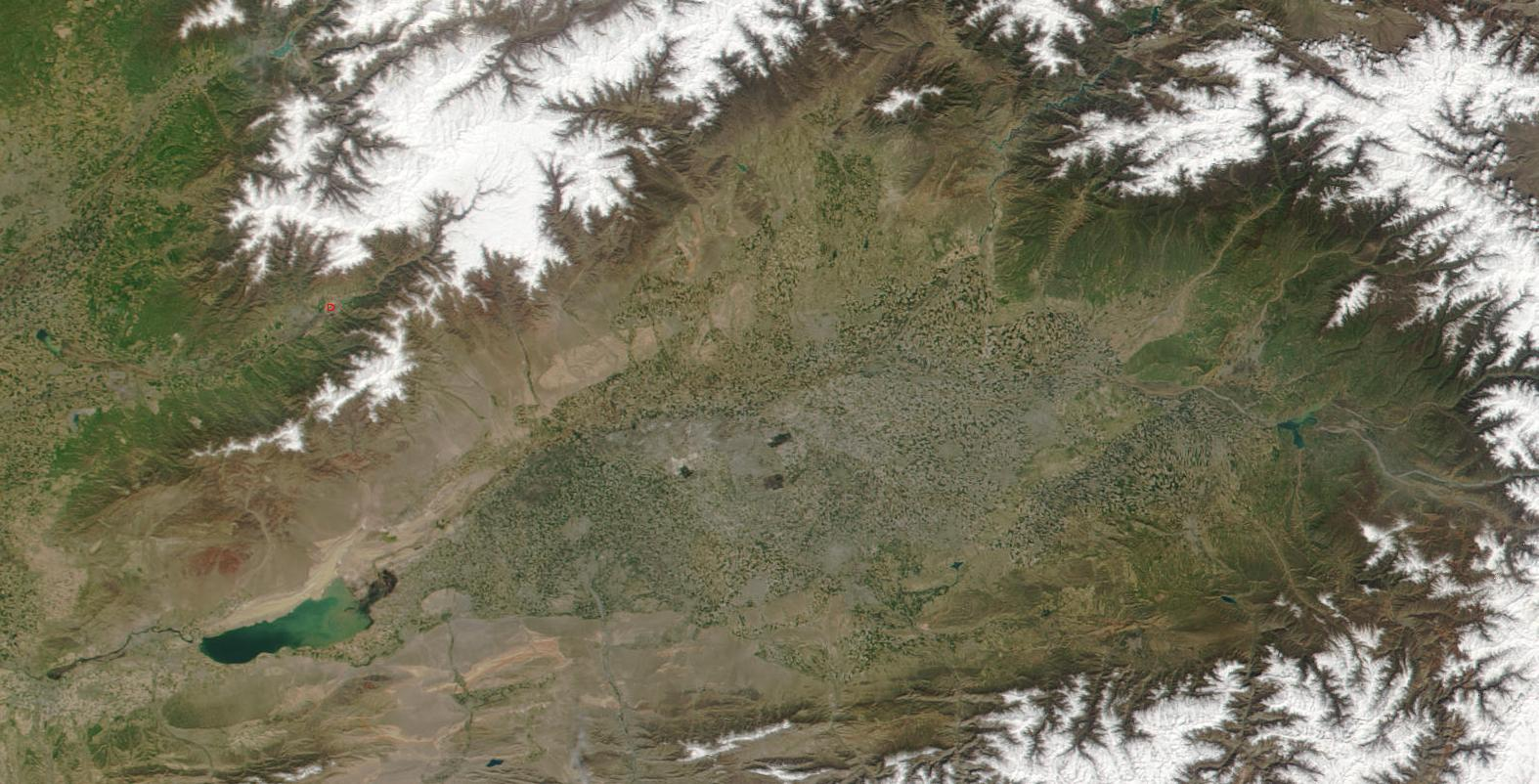
نمای ماهواره‌ای از دره فرغانه

حاصلخیزترین بخش ازبکستان، دره فرغانه، مساحتی در حدود ۲۱۴۴۰ کیلومتر مربع دارد که مستقیماً در شرق قزل‌قوم قرار گرفته و از شمال، جنوب و شرق توسط رشته کوه احاطه شده‌است. انتهای غربی دره را مسیر سیردریا مشخص می‌کند که از بخش شمال شرقی ازبکستان از جنوب قزاقستان تا قزل‌قوم می‌گذرد. اگرچه دره فرغانه تنها ۱۰۰ تا ۳۰۰ میلی‌متر بارندگی در سال دریافت می‌کند، تنها تکه‌های کوچکی از بیابان در مرکز و در امتداد پشته‌هایی در حاشیه دره باقی می‌ماند.
بسیاری از مردم کشور در دره فرغانه زندگی می‌کنند، یک نوار زمینی حاصلخیز و پیچ خورده که بین کوه‌های تیان شان، پامیر و حصار-آلای در شرق قرار دارد و بین ازبکستان، قرقیزستان و تاجیکستان مشترک است.
دره فرغانه در شمال تاجیکستان از ازبکستان در غرب تا قرقیزستان در شرق گسترش می‌یابد. این دره طولانی در خجند در کنار سیردریا به کمترین ارتفاع خود یعنی ۳۲۰ متر می‌رسد. رودخانه‌ها ذخایر غنی خاک را از کوه‌های اطراف به دره فرغانه می‌آورند و مجموعه‌ای از واحه‌های حاصلخیز را ایجاد می‌کنند که مدت‌ها برای کشاورزی ارزشمند بوده‌است. در دوران شوروی، رودخانه وخش برای آبیاری و برق سدسازی شد و کارخانه‌هایی در کناره‌های آن ساخته شد.
تابستان‌های گرم و زمستان‌های سرد از ویژگی‌های آب و هوای دره فرغانه است. پشته‌های کوهستانی مرتفع دره فرغانه و دیگر مناطق پست را از توده‌های هوای قطب شمال محافظت می‌کنند، اما دمای هوا بیش از صد روز در سال به زیر صفر می‌رسد. دره فرغانه در نقطه همگرای برخی از بیابان‌های بزرگ و کوه‌های بزرگ آسیای مرکزی قرار دارد. این دره به‌طور نابرابر بین ازبکستان، تاجیکستان و قرقیزستان تقسیم شده‌است که بیشتر آن در ازبکستان است. منطقه فرغانه پرجمعیت‌ترین منطقه در آسیای مرکزی با ۱۱ میلیون نفر جمعیت است که بسیاری از آنها مسلمان نسبتاً محافظه‌کار هستند. بخش ازبکستانی این دره حدود ۱۰ میلیون نفر، یک سوم جمعیت ازبکستان را در خود جای داده‌است. فرغانه همچنین دارای غنی‌ترین زمین‌های کشاورزی منطقه است که به‌طور سنتی خربزه و سبزیجات تولید می‌کنند. دره فرغانه به روش‌های غیرعادی بین ازبکستان قرقیزستان و تاجیکستان تقسیم شده‌است. در برخی موارد مناطق متعلق به یک کشور به‌طور کامل توسط کشور دیگری احاطه شده‌است. به‌طور کلی، ازبکستان کف دره را در اختیار دارد. تاجیکستان ورودی تنگ را دارد و قرقیزستان دارای ارتفاعات اطراف دره است.

## درون‌بوم‌ها و برون‌بوم‌ها

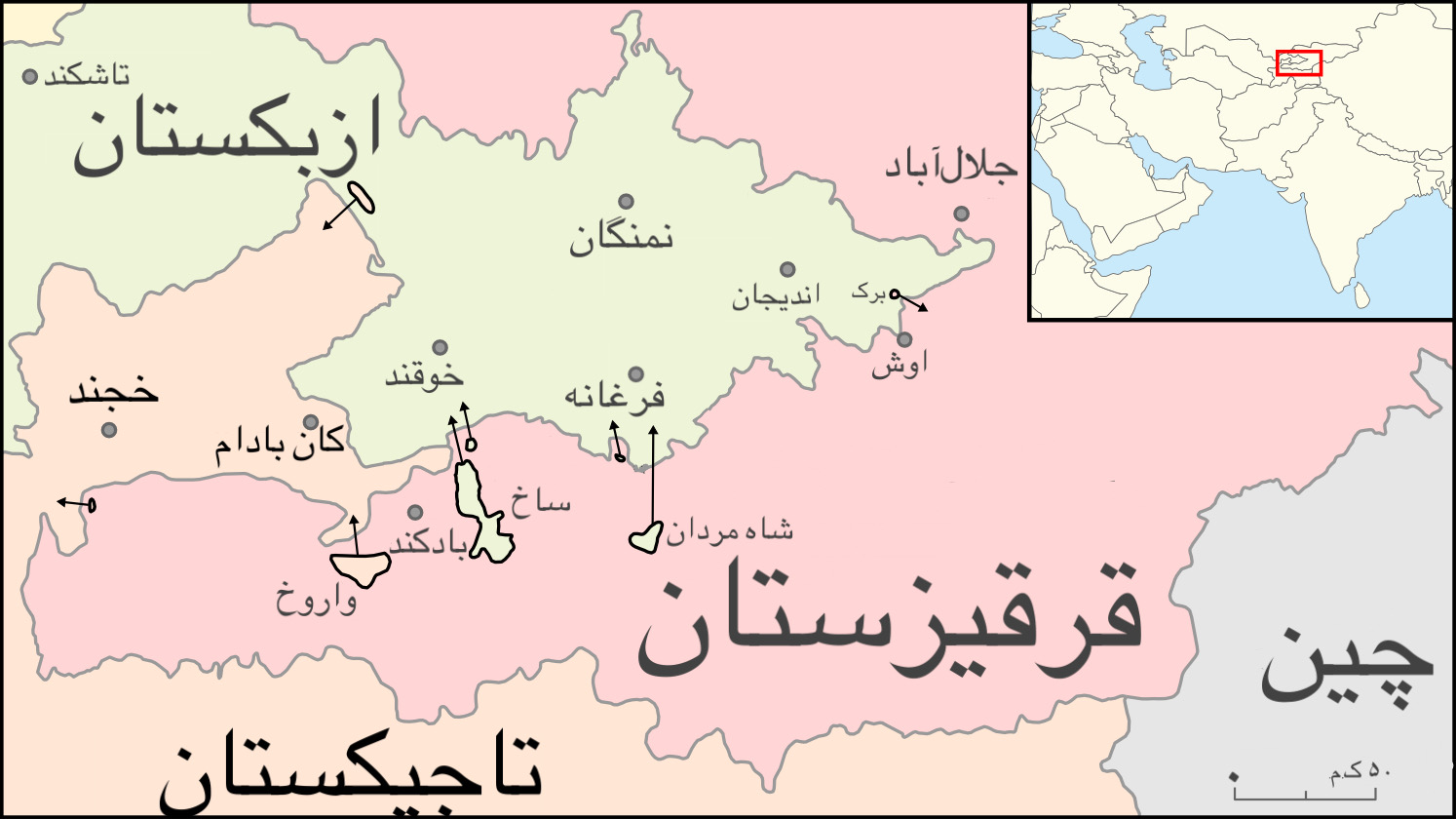
برون‌بوم‌های ازبکستان، قرقیزستان و تاجیکستان. در این نقشه سوخ اشتباهاً ساخ نوشته شده‌است.

ازبکستان دارای چهار منطقه برون‌بوم در قلب دره فرغانه آسیای مرکزی است که همه در داخل خاک کشور همسایه، قرقیزستان، محصور شده‌اند. نام این مناطق کوچک که تعلق به ازبکستان اما محصور در خاک قرقیزستان هستند عبارت است از: سوخ، شاهِ مردان، هَلمیان (ینی آییل) و چان‌قاره (قلعه‌چه).
برون‌بوم سوخ ازبکستان در دهه ۱۹۴۰ تأسیس شد اما با این‌که ساکنان آن فارسی‌زبان و از نظر قومی تاجیک‌اند، مسکو این منطقه را به جمهوری سوسیالیستی شوروی ازبکستان داد. سوخ که در دامنه کوه‌های پامیر-آلای قرار دارد، با بیش از ۸۰۰۰۰ نفر، بزرگ‌ترین دشت گودالی در آسیای مرکزی است و دارای تاریخچه طولانی است. مردم آن در طول دهه‌های ۱۹۲۰ و ۱۹۳۰ در برابر بلشویک‌ها مقاومت کردند. در دهه ۱۹۹۰، این مکان به یک مخفیگاه مشکوک برای افراط‌گرایان اسلامی تبدیل شد.
دومین منطقه بزرگ ازبکستان در قرقیزستان که تنها یک ساعت با ماشین از مرکز فرغانه فاصله دارد، شاه مردان نام دارد. شاه مردان با جمعیت حدود ۱۰ هزار نفری آبشارهای بلند و رودخانه‌هایی دارد و در ارتفاع ۱۵۰۰ متری از سطح دریا واقع شده‌است.
از سوی دیگر، ازبکستان یک درون‌بوم متعلق به قرقیزستان دارد به نام بَرَک که روستایی است با تنها حدود ۷۵ شهروند قرقیز که در ۲۳۰ هکتار این ناحیه بسته زندگی می‌کنند. برک زمانی چند صد نفر ساکن داشت، اما تعدادی از مردم، منطقه را به مقصد قرقیزستان ترک کردند.

## رودها و دریاچه‌ها
بیشتر ازبکستان از نظر منابع آب، که به‌طور نامتوازن توزیع می‌شوند، در مضیقه است. دشت‌های وسیعی که دو سوم از قلمرو ازبکستان را دربر گرفته، آب کمی دارد و دریاچه‌های کمی نیز در این مناطق وجود دارد. دو رودخانهٔ بزرگ که ازبکستان را تغذیه می‌کنند، آمودریا و سیردریا نام دارند که به ترتیب از کوه‌های تاجیکستان و قرقیزستان سرچشمه می‌گیرند. این رودخانه‌ها از یخچال‌های طبیعی، ذوب برف‌ها و جویبارهای کوه‌های تیان شان و پامیر سرچشمه گرفته و دو حوضهٔ اصلی آبریز را در آسیای مرکزی تشکیل می‌دهند. از این دو رود در درجهٔ اول برای آبیاری استفاده می‌شود، و چندین کانال مصنوعی نیز برای گسترش زمین‌های قابل کشت در درهٔ فرغانه و جاهای دیگر ساخته شده‌است.

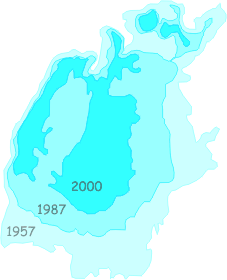
پسرفت آب دریاچه آرال.

طول آمودریا ۱۴۳۷ کیلومتر و درازای سیردریا ۲۱۳۷ کیلومتر است. سیردریا از آمودریا طولانی‌تر است اما حجم آب کمتری دارد.
آمودریا در امتداد مرز ازبکستان به ترکمنستان جریان دارد و به دریاچه آرال می‌ریزد. سیردریا از طریق ازبکستان به قزاقستان رفته و سپس به دریاچه آرال می‌رسد. رود زرافشان سمرقند و بخارا را تغذیه می‌کند. بسیاری از رودخانه‌ها به‌طور کامل به مصرف آبیاری می‌رسند یا در بیابان ناپدید می‌شوند.
رودخانه‌های آسیای مرکز، حتی صدها کیلومتر دورتر از سرچشمه خود اغلب قهوه‌ای‌رنگ و گل‌آلود هستند. این به این دلیل است که آب آن‌ها حاوی «مارن خاکستری مایل به زرد یا لس» معلق است که برای مدت طولانی در آب معلق می‌ماند.
در دورهٔ اتحاد جماهیر شوروی طرحی تدوین شد که بر اساس آن قرقیزستان و تاجیکستان در تابستان از این دو رودخانه به قزاقستان، ترکمنستان و ازبکستان آب می‌رساندند و این سه کشور در عوض در زمستان به قرقیزستان و تاجیکستان نفت و گاز می‌دادند. با این حال، این سیستم پس از فروپاشی اتحاد جماهیر شوروی منحل شد، و هنوز برنامهٔ جدیدی برای توزیع منابع میان این کشورها تهیه نشده‌است. به گفتهٔ گروه بین‌المللی بحران، در صورت عدم تهیهٔ برنامه‌ای جدید، این وضعیت می‌تواند به بی‌ثباتی جبران‌ناپذیری در منطقه بینجامد.
ازبکستان که به دریا دسترسی ندارد اما چندین دریاچه بزرگ از جمله دریاچه‌های آرال (وخش) و حیدر را در قلمرو خود دارد. علاوه بر این، برخی از رودخانه‌ها دارای مخازن مصنوعی هستند. مشهورترین آنها چارواک یک محل تفریح تابستانی محبوب برای ساکنان تاشکند است. چارواک توسط کوه‌های چاتکال احاطه شده‌است. در طول نیم قرن گذشته، دریاچه آرال که از آمودریا و سیردریا تغذیه می‌شود به دلیل برداشت شدید آب از آن، آب بسیار کمتری دریافت کرده‌است و اکنون در آستانه انقراض است. بستر خشک این دریاچه اکنون به بیابانی به نام آرال‌قوم تبدیل شده‌است. برخلاف آرال، دریاچه حیدر (آیدرکول)، درست برعکس، در اواخر سال ۱۹۶۹ به دلیل سرریز آب فراوان در سیردریا شکل گرفت.
یک دریاچهٔ کم‌عمق به نام دریاچهٔ ساری‌قَمیش در مرز با ترکمنستان واقع شده‌است. یکی دیگر از ویژگی‌های مهم محیط فیزیکی ازبکستان لرزه‌خیز بودن بخش قابل توجهی از این کشور است. در واقع، بخش اعظم پایتخت ازبکستان، تاشکند، در یک زمین‌لرزهٔ بزرگ در سال ۱۹۶۶ ویران شد و سایر زمین‌لرزه‌ها نیز پیش و پس از فاجعهٔ تاشکند خسارات قابل توجهی در این کشور ایجاد کرده‌اند. مناطق کوهستانی ازبکستان به‌ویژه در معرض زمین‌لرزه قرار دارند.

## آب‌وهوا

مناطق آب و هوایی ازبکستان.

آب و هوای ازبکستان بری است و تابستان‌های گرم و زمستان‌های خنک دارد. دمای تابستان اغلب از ۴۰ درجه سانتی‌گراد عبور می‌کند. دمای زمستان به‌طور متوسط حدود منفی ۲ درجه سانتی‌گراد است، اما ممکن است تا منفی ۴۰ درجه سانتی‌گراد پایین بیاید. بیشتر کشور نیز کاملاً خشک است و میزان بارندگی سالانه آن بین ۱۰۰ تا ۲۰۰ میلی‌متر است که بیشتر در زمستان و بهار رخ می‌دهد. بین ماه‌های ژوئیه و سپتامبر، بارندگی کمی رخ می‌دهد، که رشد گیاهان را در آن دوره اساساً متوقف می‌کند.
ژانویه سردترین ماه سال و ژوئیه گرم‌ترین ماه سال است. اگرچه میانگین دمای زمستان در حدود -۲۳ درجه سانتیگراد است، در شمال ممکن است تا -۳۵–۴۰ درجه سانتی‌گراد کاهش یابد. با این حال، ممکن است روزهای گرم به اندازه کافی در فصل زمستان وجود داشته باشد. ازبکستان معمولاً بارش برف سنگین و طولانی‌مدت ندارد. میانگین بارش برف حدود ۵–۱۵ سانتی‌متر است. بهار معمولاً از فوریه در نواحی جنوبی شروع می‌شود و در شمال کشور به ماه آوریل می‌رسد. آب و هوا در فصل بهار متغیر با روزهای گرم، خنک و گاهی سرد است. تابستان حتی از ماه مه در جنوب شروع می‌شود و تا اوت ادامه می‌یابد. در تابستان دمای هوا در حدود ۳۵+ و ۴۰+ درجه سانتیگراد است و گاهی ممکن است در بیابان‌ها به ۵۰+ و ۶۰+ درجه سانتیگراد برسد. میانگین بارندگی سالانه حدود ۱۰۰–۲۰۰ میلی‌متر است که بیشتر در بهار و زمستان و همچنین بارندگی رخ می‌دهد. نیمه اول فصل گردشگری در ماه‌های بهار است: مارس، آوریل، مه و نیمه دوم آن در ماه‌های اوت، سپتامبر و اکتبر.

## مسائل زیست‌محیطی
با وجود محیط طبیعی غنی و متنوع ازبکستان، دهه‌ها بی‌توجهی به محیط زیست در اتحاد جماهیر شوروی که با سیاست‌های نادرست اقتصادی در جنوب شوروی همراه شد، ازبکستان را به منطقه‌ای با یکی از وخیم‌ترین بحران‌های زیست‌محیطی در میان کشورهای شوروی سابق تبدیل کرده‌است.

کاهش سطح دریاچه آرال از سال ۱۹۶۰ میلادی به این‌سو.

استفاده زیاد از مواد شیمیایی زراعی، انحراف مقادیر زیادی از آب دو رودخانه اصلی تغذیه‌کننده منطقه و کمبود مزمن تصفیه‌خانه از جمله عواملی است که باعث ایجاد مشکلات بهداشتی و زیست‌محیطی در سطح وسیعی شده‌است. نمونه بارز ویرانی زیست‌محیطی در ازبکستان، فاجعه دریاچه آرال است. به دلیل انحراف آب آمودریا و سیردریا برای کشت پنبه و سایر اهداف، آب این دریا که در گذشته چهارمین دریای داخلی جهان بود، ظرف سی سال گذشته به یک‌سوم مقدار سال ۱۹۶۰ کاهش یافته و سطح آن نیز از آن زمان نصف شده‌است.
خشک شدن و شور شدن این دریاچه باعث بروز توفان‌های گسترده نمک و گرد و غبار از کف خشک دریاچه شده و باعث آسیب به کشاورزی و اکوسیستم‌های منطقه و سلامت مردم شده‌است. بیابان‌زایی منجر به از دست رفتن گسترده حیات گیاهان و جانوران، از بین رفتن زمین‌های قابل کشت، تغییر شرایط آب و هوایی، افت بازده در زمین‌های زیر کشت و تخریب آثار تاریخی و فرهنگی شده‌است. گزارش شده‌است که هر ساله چندین و چند تُن نمک به‌وسیله باد تا ۸۰۰ کیلومتر دورتر حمل می‌شود. کارشناسان می‌گویند که توفان‌های نمک و گرد و غبار برخاسته از دریاچه آرال سطح ذرات معلق در جو زمین را بیش از ۵ درصد افزایش داده‌است، که به‌طور جدی بر تغییرات آب و هوای جهانی تأثیر می‌گذارد.
فاجعه دریاچه آرال تنها بارزترین شاخص تباهی محیط زیست در ازبکستان است. رویکرد اتحاد جماهیر شوروی به مدیریت محیط زیست، دهه‌ها مدیریت ضعیف آب و کمبود امکانات تصفیه آب یا فاضلاب را به همراه داشت. استفاده بی‌رویه از سموم دفع آفات، علف‌کش‌ها، مواد ضدعفونی‌کننده و کودها در مزارع؛ و ساخت شرکت‌های صنعتی بدون در نظر گرفتن تأثیرات انسانی یا زیست‌محیطی، چالش‌های زیادی را برای محیط زیست در سراسر ازبکستان به وجود آورده‌است.